# Předehra k Duně: Harkonnenové
Předehra k Duně: Harkonnenové (v originále Dune: House Harkonnen, 2000) je sci-fi román amerických spisovatelů Briana Herberta a Kevina J. Andersona. Tito autoři se rozhodli rozvinout nedokončenou románovou sérii o pouštní planetě Arrakis, nazývané Duna, kterou vytvořil Frank Herbert, otec Briana Herberta. Předehra k Duně: Harkonnenové je druhý díl trilogie, která dějově předchází prvnímu dílu série Duna (Dune, 1965) a navazuje na první díl trilogie, Předehra k Duně: Atreidové (Dune: House Atreides, 1999).
Příběh se odehrává přibližně 20 let před Dunou a zachycuje mládí některých významných postav, především dvou zapřisáhlých nepřátel, vévody Leta Atreida a barona Vladimira Harkonnena.

## Příběh
Příběh se odehrává přibližně 12 let po první Předehře, která skončila vítězstvím mladého vévody Leta Atreida v soudním Procesu o propadnutí, jímž si získal popularitu mezi velkorody Impéria. V této době na jeho hradě na planetě Caladanu přebývá Rhombur Vernius se sestrou Kaileou, kteří uprchli ze své rodné planety Iksu, odkud byli vyhnáni Tleilaxany s tajnou podporou imperátora Shaddama IV. Tleilaxané se na Iksu pokoušejí vyvinout syntetickou náhražku melanže, koření, které prodlužuje lidský život a poskytuje uživateli mimořádné psychické schopnosti a které se nachází pouze na pouštní planetě Arrakis. Imperátor doufá, že projekt Amál mu přinese nový zdroj melanže, díky němuž získá neomezenou moc nad Impériem. Projekt však zatím nespěje k řešení, protože melanž je nesmírně složitá látka. Na Iksu navíc působí záškodníci rekrutovaní z původních obyvatel, jejichž neoficiálním vůdcem je C'tair Pilru, jemuž tajně posílá podporu Rhombur Vernius.
Leto Atreides má s Kaileou syna Victora. Avšak Kailea touží po životě u imperiálního dvora na Kaitanu a přeje si, aby z ní Leto učinil svou právoplatnou manželku. Leto to odmítá, protože jeho otec Paulus jej naučil, že manželství je vždy třeba využít politicky, city v něm nemají místo. Jejich vztah se tak dostává do problémů a pomáhá jej rozvracet Chaira, Kaileina chůva, která je ve skutečnosti agentkou Harkonnenů. Mladého Duncana Idaha, z nějž se postupně stal jeden z nejlepších atreidských bojovníků, poslal Leto do nejprestižnější šermířské školy na Ginázu.
Baron Vladimir Harkonnen mezitím pokračuje v těžbě melanže na Arrakis, kde tvrdě utlačuje místní obyvatelstvo. Kromě toho má spory se svým bratrem Abulurdem, dobrotivým vládcem Lankivielu, jemuž Vladimir odebere malého syna Feyda, aby se o jeho výchovu postaral sám. Zdravotně baron stále více chátrá, od té doby, co jej benegesseriťanka Gaius Helena Mohiamová tajně nakazila virem. Vladimir se nechá vyšetřit sukským doktorem Yuehem, jenž odhalí původ nákazy. Baron se proto vydá na Wallach IX, hlavní planetu Bene Gesseritu, kde vyhrožuje, že pokud mu nebude poskytnut účinný lék, zveřejní původ své choroby, což může být chápáno jako biologická zbraň, které jsou v Impériu přísně zakázány. Bene Gesserit s odopovědí váhá, mezitím však baronův synovec Glossu Rabban (starší bratr Feyda) nevydrží nečinně čekat a pokusí se na Bene Gesserit zaútočit pomocí neviditelného korábu, který už kdysi Harkonnenové použili k vyvolání ostrého sporu mezi Atreidy a Tleilaxany. Kosmická loď se však porouchá a havaruje na Wallachu, čímž Bene Gesserit získá účinný protiargument vůči baronovi - pokud on prozradí původ svého onemocnění, Bene Gesserit odhalí, kdo byl skutečným útočníkem na tleilaxanské lodě. Baron se tak vrátí s nepořízenou. Bene Gesserit však informaci využije ve svůj prospěch - potřebuje totiž pro své plány získat dceru Leta Atreida a své mladé žačky Jessicy, baronovy dcery. Proto požádají Leta Atreida, aby umožnil Jessice pobyt u svého dvora, za což mu sdělí tajnou informaci o baronově neviditelném korábu.
Imperátor konečně usoudí, že projekt Amál spěje ke zdárnému konci, a proto vyvolá Velkou melanžovou válku, jejímž cílem je zničit co nejvíce tajných zásob melanže, které mají některé velkorody. Protože hromadění melanže je porušení imperiálního zákona, Shaddam IV. se neštítí ve válce použít žádné zbraně, včetně atomových, ač je to porušením Velké konvence. Konečně se mu také podaří dopadnout Dominica Vernia, hraběte z Iksu, otce Rhombura a Kailey, který přebýval na Arrakis a plánoval útok na Kaitan, avšak byl prozrazen zrádnými arrakiskými pašeráky. Nějakou dobu u něj sloužil Gurney Halleck, nezlomný uprchlý otrok z harkonnenské Giedi Primy, který se po Verniově smrti dostane na Caladan a stane se atreidským zbrojmistrem.
Kaileina mysl je už zcela otrávena našeptáváním Chairy, a když si uvědomí, že si ji Leto nikdy nevezme za ženu, rozhodne se jej odstranit, aby mohla posléze vládnout Caladanu jako regentka jejich syna Victora. Když se Leto rozhodne, že provede let vzducholodí nad Caladanem, Chaira na loď tajně propašuje bombu. Kailea však netuší, že se k výpravě na poslední chvíli připojí i její bratr Rhombur a maličký syn Victor. Po odpálení bomby tak Victor přijde o život, Rhomburovo tělo je téměř zničeno a Leto utrpí těžké popáleniny. Když Kailea vidí, co způsobila, zavraždí nejprve Chairu a poté i sebe.
Leto se pohybuje na hranici smrti a také šílenství, protože smrt prvorozeného syna jej těžce zasáhla. Avšak láska a péče Jessicy jej pomůže uzdravit a utuží jejich vztah. Jessica vidí v Letovi pravého vévodu, čestného muže. Podlehne lásce k němu a poruší benegesseritský příkaz, podle nějž měla s Letem počít dceru - místo toho se rozhodne vynahradit mu zemřelého dědice a počne syna.
K atreidskému dvoru přichází doktor Yueh, který se v poslední době specializuje na výrobu umělých orgánů a pokouší se vytvořit mechanické tělo pro vážně zraněného Rhombura.

## Rozpory
Pokud jde o postavu Gurney Hallecka, objevuje se zde několik odlišností vůči původní Duně. V té Gurney vzpomíná na starého vévodu Pauluse, přestože podle Předeher se s ním nikdy nesetkal. Naopak se zúčastní několika bojů po boku Lieta-Kynese, ačkoli při jejich setkání v Duně nijak nenaznačí, že se už z minulosti znají.

## Česká vydání
Román vyšel v češtině v r. 2001.